# Russofilia

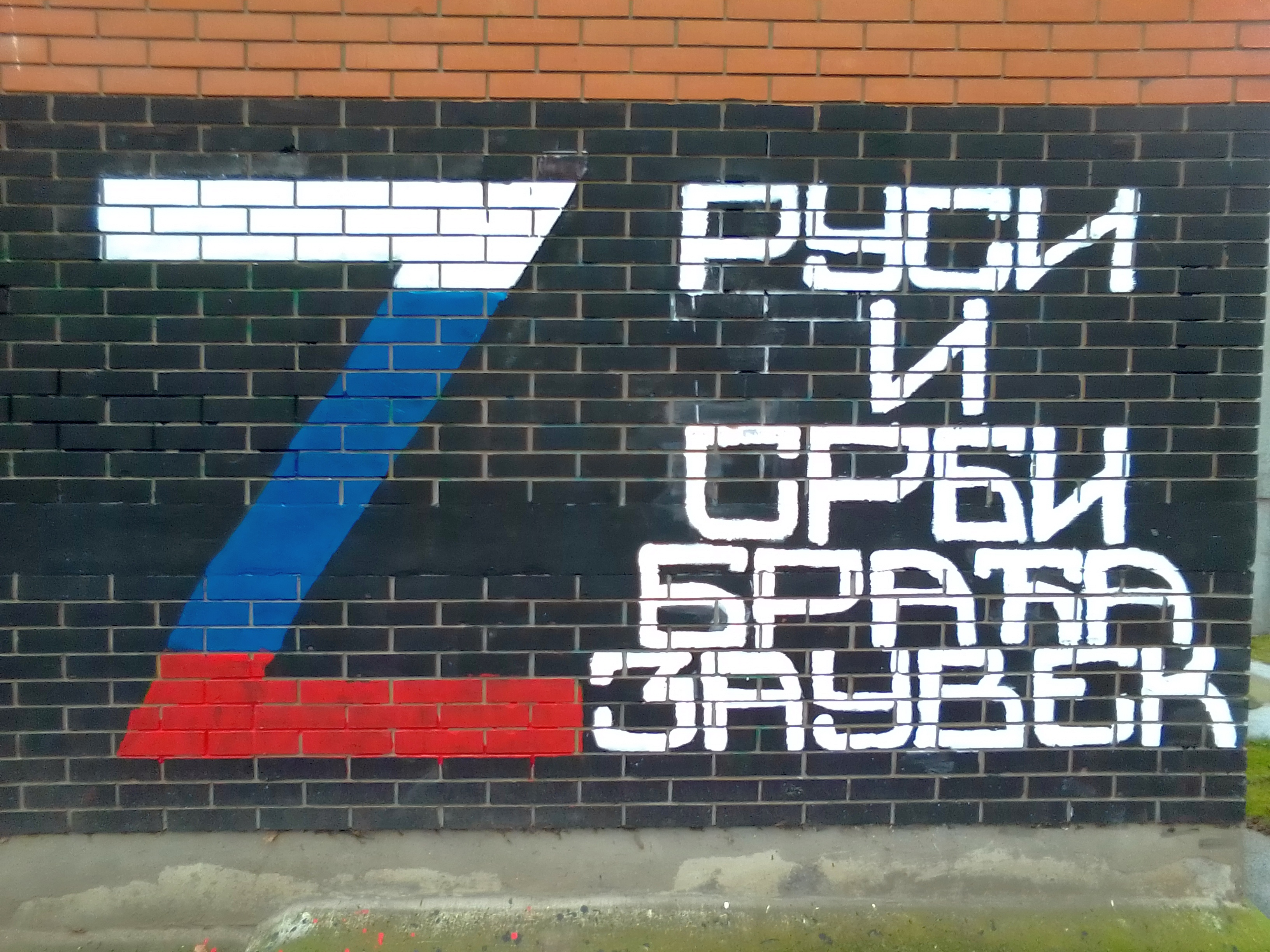
Símbolo "Z" em apoio à guerra da Rússia contra a Ucrânia com a inscrição "Russos e sérvios irmãos para sempre".

Russofilia é o sentimento de amizade, admiração, simpatia e empatia em relação à Rússia e aos russos. Sociedades ou indivíduos considerados russófilos são aqueles que expressam estes sentimentos em relação à cultura russa, ao idioma russo, à influência geopolítica e econômica russa em outros países e às atitudes russas na política (principalmente a política internacional e as relações internacionais).
Historicamente, a russofilia é um fenômeno associado aos povos que tiveram contato com a Rússia, seja porque foram dominados pelo Império Russo ou porque tiveram de alguma forma aquele país como modelo de sociedade e desenvolvimento. A russofilia era um sentimento relativamente comum no Leste Europeu na segunda metade do século XIX, quando movimentos de emancipação dos povos eslavos que viviam subjugados pelos otomanos e austro-húngaros olharam para o Império Russo como um aliado na luta pela independência. O chamado pan-eslavismo foi uma bandeira destes movimentos e a russofilia estava diretamente associada a eles.
Com a Revolução Russa e a implantação do comunismo a partir de 1917, outras nações fora da Europa começaram a enxergar na Rússia (dentro da União Soviética) um modelo de desenvolvimento político-econômico a ser seguido. Setores de esquerda no Terceiro Mundo, mais especificamente na América Latina e em alguns lugares da África, desenvolveram uma russofilia associada à ideologia socialista, comunista, marxista-leninista ou mesmo stalinista. Várias gerações de jovens destes países foram para Moscou estudar na Universidade Patrice Lumumba, mantida pela URSS e dedicada especialmente à educação de estrangeiros.
É comum, junto à russofilia, o estudo e o aprendizado da língua russa, a apreciação de artes russas (como a música, a literatura, o teatro, a pintura, o artesanato e o balé clássico) e a leitura regular de jornais e revistas russos. A russofilia pode ou não incluir um aspecto religioso, com a prática do (ou a admiração pelo) cristianismo ortodoxo russo.
O gosto por grandes artistas russos como Piotr Tchaikovsky, Serguei Prokofiev, Mussorgsky, Rimsky-Korsakov (música), Dostoiévski, Anton Tchekhov, Nicolau Gogol, Leon Tolstoi (literatura e drama), Serguei Iessienin, Vladimir Maiakóvski (poesia), Serguei Eisenstein, Dziga Vertov, Andrei Tarkovsky (cinema) costuma ser ponto em comum entre russófilos.
O oposto da russofilia é a russofobia, comuns em áreas onde os russos foram considerados opressores ou inimigos (como nos EUA e em diversos países do Leste Europeu atualmente) e que tem subido drasticamente desde a Invasão da Ucrânia pela Rússia em 2022 em 24 de fevereiro desse ano.
A russofilia ainda se confunde, na política interna russa, com o nacionalismo russo e resgate e aproximação às tradições russas, como ações de Stalin e do Partido Comunista Russo.